# ウォーク (フー・ファイターズの曲)
「ウォーク」（"Walk"）は、アメリカのロックバンド、フー・ファイターズによる楽曲。7作目のスタジオ・アルバム『ウェイスティング・ライト』に収録されている。作詞はデイヴ・グロールで、ブッチ・ヴィグと共同プロデュースして製作した。2011年5月公開の映画『マイティ・ソー』のエンドクレジットで使われ、後にデジタル・ダウンロードで販売された。

## 経緯
デイヴ・グロールの娘・ヴァイオレットが1人で歩けるようになったのがきっかけで、この曲を作った。
当初は、前作『エコーズ、サイレンス、ペイシェンス・アンド・グレイス』への収録を考えていたが、上手くいかず、結局「アルバムをポジティブな雰囲気で終えられる」という理由により『ウェイスティング・ライト』の最後に収録された。

## ミュージック・ビデオ
2011年6月2日に、オンラインで初公開された。サム・ジョーンズが監督した、映画『フォーリング・ダウン』のパロディとなっている。

## チャート
| チャート (2011)                                    | 最高 順位 |
| -------------------------------------------------- | --------- |
| Belgium (FL) (Ultratip)                            | 41        |
| Belgium (WA) (Ultratip)                            | 50        |
| Canada: Active Rock (America's Music Charts)       | 12        |
| Canada: Alternative Rock (America's Music Charts)  | 5         |
| Dutch Top 100 Singles Chart                        | 58        |
| Dutch Top 40                                       | 31        |
| German Airplay Chart                               | 9         |
| Switzerland Top 75 Singles Chart                   | 74        |
| UK Rock Chart (The Official Charts Company)        | 1         |
| 全英シングルチャート (The Official Charts Company) | 57        |
| US Alternative Songs (ビルボード)                  | 12        |
| US Rock Songs (Billboard)                          | 12        |
| US Mainstream Rock Songs (Billboard)               | 22        |